# 高知市議会
高知市議会（こうちしぎかい）は、高知県の県庁所在地である高知市の議会。

## 概要
高知市議会は、主権者により高知市議会議員選挙で選出された議員34人で構成される高知市の行政をおこなう議会のことである。
議員の任期は4年。2023年（令和5年）現在、議会を構成する市議会議員は、2023年（令和5年）4月23日に行われた選挙により選ばれ、同年5月2日から2027年5月1日までを就任期間とする。
議会では、地方自治法に基づいた条例（高知市議会の議員の定数を定める条例の一部を改正する条例議案）により34人と定めている。議員は、3月、6月、9月、12月の一年に4回開催される定例会と必要に応じて開催される臨時会の二週類の本会議に出席し執行する。議会を代表し、議会秩序の保全、順序などの本会議運営、議会事務の処理などの務めを果たす役割として議長が、その役割を補佐ないし代理する勤めを副議長が担うことを定められている。2025年7月現在、議長と副議長は清水おさむと氏原嗣志である。
- 定数：34人
- 欠員：なし
- 任期：4年：2023年（令和5年）5月2日から2027年5月1日まで
- 選挙区：市全体を1選挙区とする大選挙区制（単記非移譲式）
- 議長：清水おさむ（自由民主党・中道の会）
- 副議長：氏原嗣志（自由民主党・中道の会）

## 委員会
市議会には本会議とは別に専門性や効率化を図るために3つの委員会を設置している。議会運営委員会は、円滑な議会運営を協議する。常任委員会は、任期を一年、定数を8人から9人に定めた総務、建設環境、経済文教、厚生の4つの常任委員会をまとめた名称であり、各議員がいずれかの委員会に所属している。特別委員会は必要に応じて、設置、審査を行う委員会であり任期は審査終了までである。2025年（令和7年）現在、定数11人から12人の3つの特別委員会がおこなわれている。常任委員会と特別委員会の両委員会では、本会議で付託された議案を審査を行ない、最終決議を本会議で可決を執り行う。
- 議会運営委員会（6人）
- 常任委員会：総務委員会（9人）、建設環境委員会（8人）、厚生委員会（8人）、経済文教委員会（8人）
- 特別委員会：行財政改革調査特別委員会（11人）、南海地震等災害対策調査特別委員会（11人）、まちづくり特別委員会（12人）

### 常任委員会
| 委員会         | 定数 | 委員長                           | 副委員長                 |
| -------------- | ---- | -------------------------------- | ------------------------ |
| 総務委員会     | 9    | 神岡俊輔（市民クラブ）           | 猪野恵（公明党）         |
| 経済文教委員会 | 8    | 下本文雄（日本共産党）           | 西村昭夫（公明党）       |
| 建設環境委員会 | 8    | 長尾和明（市民クラブ）           | 浜口佳寿子（日本共産党） |
| 厚生委員会     | 8    | 甲木良作（自由民主党・中道の会） | 岡田はるか（日本共産党） |

（2025年〈令和7年〉6月16日現在）

### 特別委員会
| 委員会                           | 定数 | 委員長                           | 副委員長             |
| -------------------------------- | ---- | -------------------------------- | -------------------- |
| 行財政改革調査特別委員会         | 11   | 吉永哲也（自由民主党・中道の会） | 迫哲郎（日本共産党） |
| 南海地震等災害対策調査特別委員会 | 11   | 岡﨑豊（市民クラブ）             | 山根堂宏（公明党）   |
| まちづくり調査特別委員会         | 12   | 髙木妙（公明党）                 | 木村亘（市民クラブ） |

(2025年6月16日現在)

### 議会運営委員会
| 委員会         | 定数 | 委員長                           | 副委員長                         |
| -------------- | ---- | -------------------------------- | -------------------------------- |
| 議会運営委員会 | 6    | 吉永哲也（自由民主党・中道の会） | 浜口卓也（自由民主党・中道の会） |

(2025年6月16日現在)

## 会派
市政与党最大会派を自由民主党・中道の会が形成する
| 会派名               | 議員数 | 所属党派                          | 女性議員数 | 女性議員の比率(%) |
| -------------------- | ------ | --------------------------------- | ---------- | ----------------- |
| 自由民主党・中道の会 | 14     | 自由民主党10・無所属4             | 1          | 7.14              |
| 市民クラブ           | 6      | 立憲民主党2・社会民主党1・無所属3 | 1          | 16.67             |
| 日本共産党高知市議団 | 6      | 日本共産党                        | 3          | 50                |
| 高知市議会公明党     | 6      | 公明党                            | 2          | 33.33             |
| さきがけ高知         | 1      | 無所属1                           | 0          | 0                 |
| 参政党高知市議団     | 1      | 参政党                            | 0          | 0                 |
| 現員                 | 34     |                                   | 7          | 20.59             |

(2025年6月12日現在 )

## 議員
高知市議会議員は公職選挙法に基づき、4年に一度、満18歳以上の高知市在住で引き続き3か月市内に住所を有する選挙権のある有権者による投票によって選ばれる。被選挙権は満25歳以上の市議会議員の選挙権を持つ者が立候補することができる。給与は、一般議員が一か月585,000円で、副議長が615,000円、議長が678,000円である。地方自治法に基づき高知市議会政務活動費の交付に関する条例では、会派に所属する議員1人対し、政務活動費として四半期ごとに月額10万円、三か月分30万円、合計120万円を支給され、四半期収支報告書と年度収支報告書が各会派の代表者によって議長に提出される。政務活動費は、4月、7月、10月、1月の各15日に引き渡され、残額は年度末に返すことが条例で定められている。

## 選挙
高知市議会議員選挙は、4年に一度、高知市全域を選挙区とする大選挙区制（単記非移譲式）で執り行われる。前回は2023年（令和5年）4月23日に実施された。

## 施設
市議会の入居する高知市役所は、1958年（昭和33年）7月に建造された、市役所本庁舎に議会と議会事務局などが設置された。2011年（平成23年）、東日本大震災を踏まえて施設の耐震化及び建て替えを審議し、2014年（平成26年）11月4日から、市議会は本庁舎の解体により高知電気ビル第二別館にある仮庁舎で運営される。仮庁舎内5階が議会事務局と会派控室に、6階が議場と議会図書室および会派控室となる。2016年（平成28年）に新庁舎を建設し始め、2018年（平成30年）を目途に完成を目指している。2019年（令和元年）11月、当初の予定より1年遅れで完成し同年12月に落成式典が行われた。

## 出身者
首長
国会議員(現職)
国会議員(元職)
- 佐竹晴記（衆議院議員）
- 広沢直樹（衆議院議員）
- 武内則男（参議院議員、衆議院議員）

前職・元職
- 織田信福（市会議長、高知県会議員、歯科医師、民権運動家）
- 中井啓一（元市議、暴力団）
- 中山勝正（元市議、暴力団）
- 竹内三賀男（実業家）